# Gare de Gijón
La gare de Gijón, aussi appelée gare de Gijón-Sanz Crespo est une gare ferroviaire espagnole des lignes de Venta de Baños à Gijón-Sanz Crespo (es) (130), de Gijón-Sanz Crespo à Laviana (752) et de Pravia à Gijón-Sanz Crespo (es) (750),, située sur le territoire de la commune de Gijón, dans la comarque de Gijón, dans les Asturies.
Elle est mise en service en 2011 par Administrador de infraestructuras ferroviarias (ADIF). C'est une gare desservie par des trains AVE, Avlo, Alvia, Media Distancia et des lignes C-1, C-4, C-5 et C-5a de Cercanías Asturies.

## Situation ferroviaire
Établie à 3 mètres d'altitude, la gare de Gijón est située au point kilométrique (PK) 0 de la ligne de Gijón-Sanz Crespo à Laviana, terminus de la ligne elle est précédée par la gare de Tremañes-Langreo (es) ; elle est également l'origine, au PK 316,091, de la ligne de Pravia à Gijón-Sanz Crespo, précédée par la gare fermée de La Braña (es) et la gare ouverte de Tremañes-Carreño (es) ; et elle est l'aboutissement de la ligne de Venta de Baños à Gijón-Sanz Crespo au PK 170,773, précédée par la gare de Calzada de Asturias (es).

## Histoire
Au début des années 1990, la ville de Gijón a connu une vaste réorganisation ferroviaire. L’ancienne gare du Nord (es) a été fermée et transformée en musée du chemin de fer, et le trafic a été réparti entre la nouvelle gare de Gijón-Jovellanos (pour les trains de longue distance) et celle de Gijón-Cercanías (es) (pour les trains de banlieue). Les deux gares ont été combinées avec les services de la Feve de manière à offrir aussi bien des services sur voie étroite que sur voie large.
En 2000, dans le cadre du Plan d’infrastructures 2000-2007 pour la Principauté des Asturies — qui incluait la LGV  León - Asturias (es) et le projet Metrotrén (es) —, et dans le but d’améliorer la connexion entre les différents modes de transport existants, il a été décidé de réorganiser le réseau ferroviaire de la ville. Les plans initiaux prévoyaient l’enfouissement des voies et la construction d’une nouvelle gare. Pour cela, il a été jugé nécessaire de construire un site provisoire, dont les travaux ont commencé au premier trimestre 2009. Ceux-ci se sont achevés en mars 2011, avec l’inauguration de la nouvelle gare provisoire de Sanz Crespo le 28 mars 2011.
Au début de l’année 2013, les graves difficultés financières de la société Gijón al Norte — créée le 21 novembre 2002 pour coordonner les travaux de la future gare intermodale de Gijón (es) et son raccordement avec le tunnel du Metrotrén — ont entraîné l’arrêt du chantier. 
En février 2022, l’emplacement définitif de la nouvelle gare a été annoncé : elle sera construite dans le quartier de Moreda.

### La gare
(juillet 2025).
Si vous disposez d'ouvrages ou d'articles de référence ou si vous connaissez des sites web de qualité traitant du thème abordé ici, merci de compléter l'article en donnant les références utiles à sa vérifiabilité et en les liant à la section « Notes et références ».
Il s’agit d’une gare provisoire en cul-de-sac, inaugurée le 28 mars 2011. 
La nouvelle gare comprend trois quais et six voies : trois à écartement ibérique et trois à écartement métrique, toutes en cul-de-sac, se terminant au niveau du bâtiment voyageurs.
Ce bâtiment, en forme de « L », occupe une surface construite totale de 2 250 m2, dont 1 200 au rez-de-chaussée et 800 à l’étage supérieur. Il accueille tous les services nécessaires aux entreprises ferroviaires (Renfe et Adif), incluant des vestiaires, des bureaux, un service client, une cafétéria, des locaux commerciaux et un vaste hall où sont vendus les billets. Les matériaux de construction utilisés, tant pour le bâtiment que pour le faisceau de voies, ont été conçus pour pouvoir être réutilisés.

## Fréquentation
En 2018, la fréquentation annuelle de la gare était de 1 680 525 voyageurs.

## Services des voyageurs
(juillet 2025).
Si vous disposez d'ouvrages ou d'articles de référence ou si vous connaissez des sites web de qualité traitant du thème abordé ici, merci de compléter l'article en donnant les références utiles à sa vérifiabilité et en les liant à la section « Notes et références ».

### Accueil
La gare dispose d'un bâtiment voyageurs avec guichets, ainsi que d'automates pour l'achat de titres de transport ; d'une salle d'attente. Une cafétéria, et d'autres commerces y sont installés. Elle possède également des bureaux.

### Desserte

#### AVE et Larga Distancia
Gijón est desservie par des trains Renfe AVE, Avlo et Alvia à destination de Madrid-Chamartín, Orpesa et Alicante-Terminal.

#### Media Distancia
La gare est connectée à Valladolid par 2 liaisons quotidiennes (une dans chaque sens).
Les dimanches, jours fériés, ainsi que pendant les mois de juillet et août, la deuxième liaison (dans le sens de Gijón à Valladolid) est remplacée par un Regional à destination de León.

#### Cercanías
La gare fait partie du réseau Cercanías Asturies et se trouve à l’extrémité des lignes C-1, C-4, C-5, ainsi que de la liaison semi-directe entre Gijón et Oviedo, parfois appelée C-5a.
- Ligne C-1 : relie Gijón à Pola de Lena, avec une dizaine de trains poursuivant jusqu’à Puente de los Fierros. En semaine, la fréquence est d’un train toutes les 30 minutes entre 6h00 et 22h30. Le week-end, la fréquence passe à un train par heure de 7h30 à 22h30, avec des départs supplémentaires à 6h00 et à 12h00.
- Ligne C-4 (anciennement F-4 ou C-4f) : relie Gijón à Cudillero. Après les premiers départs à 6h24 pour Cudillero et 7h01 pour Avilés, la fréquence est d’un train par heure vers Cudillero de 7h31 à 20h31, et vers Avilés de 8h03 à 22h03.
- Ligne C-5 (anciennement F-5 ou C-5f) : relie Gijón à Laviana. Elle propose un train par heure entre 6h25 et 22h25, avec un trajet d’environ 75 minutes.
- Ligne C-5a (anciennement F-9 ou C-9f) : relie Gijón à Trubia. Elle fonctionne avec un train par heure entre 8h45 et 18h45, sauf à 11h45 et 16h45. Elle suit le tracé de la ligne C-5 jusqu’à El Berrón, puis celui de la C-6 jusqu’à Oviedo, et enfin celui de la C-7 jusqu’à Trubia.

#### Trains touristiques
Le réseau à voie étroite, en raison de sa nature et des paysages traversés, accueille plusieurs trains touristiques historiquement opérés par Feve, et gérés par Renfe depuis 2013. Parmi eux, le Estrella del Cantábrico entre Gijón et Laviana, et le Transcantabrique entre León et Ferrol, via Bilbao. Ce dernier est un train de luxe, avec même une version "grand luxe". Les trajets, organisés à certaines dates (principalement en été), incluent des visites de musées et des expériences de gastronomie locale.